# مدينة الشيخ خليفة
مدينة الشيخ خليفة(بالإنجليزية: Sheikh Khalifa City)‏ (في جنوب غرب قطاع غزة)، هي مدينة سميت باسم رئيس الإمارات المتحدة العربية خليفة بن زيد ال نهيان والذي يمول بناء برنامج إسكاني ضخم يضم 3,000 شقة.
هذه المنطقة كانت قديماً مستوطنة إسرائيلية معروفة باسم (موراغ) في تجمع مستوطنة جوش قطيف، عقب الطرد السكاني  كجزء من خطة إسرائيل للانسحاب الأحادي.